# M60 Patton
M60 Patton je bio američki glavni borbeni tenk (MBT) uveden u službu u prosincu 1960. godine. Do sredine i kraja 1980-ih bio je glavni borbeni tenk američke vojske, dok ga nije zamijenio sadašnji M1 Abrams. Posljednji je Patton tenk. Serijska proizvodnja pokrenuta je 1959. godine. U trenutku razvoja, M60 je bio napredan tenk, velike mase i dobre oklopne zaštite. Osim SAD-a koristile su ga i još ga koriste nekoliko država svijeta, većinom članice NATO saveza. Izrael ima i svoju verziju M60 tenka s izmijenjenom kupolom, kojeg je nazvao Sabra.

### Unutarnje poveznice
- M47 Patton
- M48 Patton
- M103 (tenk)
- M1 Abrams